# نزهة لأدلين
نزهة لأدلين (بالفرنسية: Ballade pour Adeline)‏ هي مقطوعة موسيقية للمنتج والمحلن الفرنسي بول دو سانفيل. ألفها عام 1976 بمناسبة ميلاد أدلين ابنته وقام عازف البيانو الفرنسي ريشارد كليدرمان بعزفها وتسجيلها في أسطوانات وحققت نجاحاً كبيرا في أنحاء العالم والتي فتحت الباب لشهرة كليدرمان الفنية.

## وصلات خارجية
- معزوفة نزهة لأدلين من موقع يوتيوب على يوتيوب